# Stammliste von Henneberg
Stammliste von Henneberg mit den in der Wikipedia vertretenen Personen und wichtigen Zwischengliedern.
Die mangelhafte, oft fehlerhafte, Quellenlage betrifft den gesamten Zeitraum aller Familienzweige. Gesicherte Daten sind urkundlich genannt, Geburts- und Sterbedaten o. g. Zeiträume jedoch oft ungesichert und nach höchstmöglicher Wahrscheinlichkeit der oft abweichenden Datenquellen unter Vorbehalt zu betrachten. Es bleiben genealogische Details, sogar die Zuordnung von Mitgliedern des Hauses, ungeklärt.

## Die Grafen von Henneberg
Der erste bekannte Vertreter des Hauses war Poppo, († um 1052); ⚭ () N.N. Sie hatten folgende Nachkommen:
A1. Poppo I. (* vor 1040; ⚔ 7. August 1078 in der Schlacht bei Mellrichstadt); ⚭ () Hildegard von Schauenburg († 1104), (⚭ 2: (5. Februar 1088) Graf Thimo von Nordeck-Ruppburg († 1104)), Tochter des Grafen Ludwig I. von Schauenburg (1035–1055/1080) und Cäcilie von Sangerhausen († vor 1110)
B1. Gotebold II. (1096), Burggraf von Würzburg (1094), Domvogt (1102), stiftet das Kloster Veßra (1131/1135), Stifter der Goteboldischen Linie, erhält durch seine Ehe die Vogtei über das Kloster Lorsch, (* vor 1078; † 6. Februar 1144); ⚭ () Luitgart von Hohenberg († 3. Juni 1145), Tochter des Grafen Bertold I. „der Ältere“ von Hohenberg, (–(1110)) und Liutgart N.N. (–1110)
C1. Poppo IV., Domvogt (1137), Burggraf von Würzburg (1144), Vogt des Klosters Lorsch (1140), urkundlich 1130, (* vor 1128; † zw. 6. März 1156 und 1. September 1156; ▭ in Veßra); ⚭ () Irmgard von Stade aus dem Hause der Udonen, urkundlich 1151, († 1178), Tochter des Grafen Lothar Udo III. (IV.) von Stade, Markgraf von der Nordmark (1087), (1060–1106) und Irmgard von Plötzkau (–1154)
C2. Berthold I. (1151), Burggraf von Würzburg (1156), urkundlich 1131, († 18. Oktober 1159); ⚭ () Bertha von Putelendorf († 2. Juli 1190; ▭ in Trostadt), Tochter von Friedrich IV. von Goseck, Graf von Putelendorf, Pfalzgraf von Sachsen, (1085–1125) und Agnes von Limburg (um 1100–zw. 1129 und 1136)
D1. Poppo VI. (1182), Burggraf von Würzburg (1164), Domvogt von Würzburg (1161–1168), urkundlich 1141 bis 1189, (* vor 1160; † 14. (Juni/September) 1190 in Markab, Syrien); ⚭ (vor 1182) Sophie von Andechs († 2. Januar 1218), Tochter des Grafen Berthold III. von Andechs, Markgraf von Istrien-Krain (1110/1115–1188), und der Hedwig von Dachau-Wittelsbach (–1176/1178)
E1. Berthold II. (1195), Stifter der Linie der Burggrafen von Würzburg, Burggraf von Würzburg (1191–1211), (* vor 1190; † vor 24. August 1212; ▭ in Veßra); ⚭ 1: () Kunigunde von Abensberg; ⚭ 2: (24. April 1190) Mechthild von Esvelt († 22./28. September 1246), (⚭ 2: () Graf Gottfried III. von Reichenbach-Wegebach († 1281), Sohn des Grafen Heinrich III. von Reichenbach, Wegebach, Ziegenhain und Wildenberg (1186–1231/1250) und Bertha (von Bilstein) (–1220))
F1. [I] Berthold III. ((1212)), Burggraf von Würzburg, urkundlich 1212 bis 1219, (* vor 1212; †† (18. Oktober) vor 1220); ⚭ () Mechthild von Hachberg
→Linie erloschen – Seine Besitzungen und Rechte fielen zurück an das Hochstift Würzburg
E2. Poppo VII. (1216), Burggraf von Würzburg (1212–1240), Vogt von Kloster Bildhausen (1212), erhält bei der Erbteilung die Besitzungen am Rande des Thüringer Waldes, (* vor 1202; † 21. August 1245; ▭ in Veßra); ⚭ 1: (1217) Elisabeth (von Anhalt/von Wildberg) (* (1187); † 15. September 1220); ⚭ 2: (3. Januar 1223 in Leipzig) Jutta von Thüringen (* um 1183; † 6. August 1235 in Schleusingen), (⚭ 1: (1197) Dietrich von Weissenfels, Markgraf von Meißen und von der Niederlausitz, Graf von Groitzsch und Eilenburg, (* 1162; † 17. Februar 1221; ▭ im Kloster Altzella), Sohn des Markgrafen Otto von Meißen (1125/1140–1190) und Hedwig von Brandenburg (1140–1203)), Tochter des Landgrafen Hermann I. von Thüringen (1152–1217) und Sophia von Sommerschenburg (–1189/1190/1195)
F1. [I] Heinrich III. (II.), erhält bei der Besitzteilung mit seinem Halbbruder Hermann I. das althennebergische Gebiet, urkundlich 1230 bis 1262, (* vor 1226; † 9. April 1262); ⚭ 1: () Elisabeth von Teck (–); ⚭ 2: Sophia von Meißen († 17. März 1280), Tochter Dietrichs von Weissenfels, Markgraf von Meißen und von der Niederlausitz, Graf von Groitzsch und Eilenburg (1170–1221) und Jutta von Thüringen (1184–1235)
G1. [?] Amalia; ⚭ () Siegmund von Anhalt
G2. [?] Jutta († 1303)
G3. [?] Sophia (* vor 1263; † nach 1313); ⚭ () Friedrich von Hohenlohe-Wernsberg (* vor 1267; † 23. Dezember 1290), Sohn Albrechts I. von Hohenlohe-Hohenlohe (–1269/1271) und Udelhild von Berg-Schelklingen (–1271)
G4. [?] Alheidis († vor 1317); ⚭ () Ludwig IV. von Rieneck, genannt von Grünsfeld
G5. [II] Heinrich IV. (III.), durch die Hennebergische Hauptteilung 1274, Stifter der Linie der Grafen von Henneberg-Hartenberg (1274–1317) (erloschen 1378)
G6. [II] Berthold V. (IV.), durch die Hennebergische Hauptteilung 1274, Stifter der Linie Henneberg-Schleusingen (1274–1284) (erloschen 1583)
G7. [II] Hermann II., durch die Hennebergische Hauptteilung 1274, Stifter der Linie Henneberg-Aschach (1274–1292) (später Henneberg-Römhild, erloschen 1549)
F2. [I] Luitgard(† 14. Juni 1267); ⚭ (1229) Fürst Johann I. „der Theologe“ zu Mecklenburg (* um 1211; † 1. August 1264; ▭ in Doberan), Sohn von Fürst Heinrich Borwin II. zu Mecklenburg (1170–1226) und Christine von Schweden (–1248)
F3. [I] Adelheid, urkundlich 1223 bis 1253, († 28. Februar 1256); ⚭ 1: () Ludwig III. (II.) von Looz-Rieneck, urkundlich 1213 bis 1234, (* vor 1216; † 9. Mai 1243), Sohn des Grafen Gerhard III. von Rieneck (1175/1180–1216) und der Kunigunde von Cimbern (–1216); ⚭ 2: () Heinrich II. zu Stolberg, urkundlich 1242 bis 1272, († 1272/1282), Sohn des Grafen Heinrich I. zu Stolberg (–) und N.N. (–)
F4. [I] Bertha, urkundlich 1250 bis 1254, († nach 17. Oktober 1254); ⚭ (vor 10. April 1250) Friedrich I. von Castell, urkundlich 1235 bis 1251, (* vor 1235; † 1251/1254), Sohn des Grafen Rupert III. (VI.) von Castell (–1236/1240) und Hedwig N.N. (–1240)
F5. [I] Anna († nach 1235); ⚭ () Ulrich I. von Helfenstein († nach 1241), Sohn Ludwigs IV. (I.) von Spitzenberg-Sigmaringen, Graf von Helfenstein, (1147–1200) und N.N. von Helfenstein (–)
F6. [II] Hermann I. von Henneberg-Coburg, erwarb 1247 aus dem Erbe der Landgrafen von Thüringen die Herrschaft Schmalkalden und sicherte sich, im Dienst des Bischofs von Bamberg, aus dem Erbe der 1248 erloschenen Herzöge von Andechs-Meranien, Besitzungen und Rechte um Coburg, Stifter der Linie Henneberg-Coburg (1248–1290) (erloschen 1291), (* 1224; † 18. Dezember 1290 in Aschach; ▭ im Kloster Frauenroth); ⚭ 1: (23. Mai 1249 in Mainz) Margarete von Holland (* 1234; † 26. März 1276; ▭ im Kloster Loosduinen), Tochter von Graf Florens IV. von Holland (1210–1234) und Herzogin Mathilde von Brabant (–1267); ⚭ II: (25. Februar 1283) Katharina von Hessberg († 9. Juli nach 1283)
G1. [I] Poppo VIII. (1290–1291), (* vor 1276; † 4. Februar 1291 in Strauf; ▭ im Kloster Veßra); ⚭ (8. November 1277 in Landshut) Sophie von Niederbayern (* 1264; † 4. Februar 1282; ▭ im Kloster Veßra), Tochter Heinrichs XIII. von Bayern (1235–1290) und der Elisabeth (von Ungarn) (1236–1271)
→Linie erloschen – Sein Erbe fiel an die Nachkommen seiner Schwester Jutta
G2. [I] Jutta, erbt Coburg und Schmalkalden (1291), († 27. Mai 1292; ▭ im Kloster Lehnin); ⚭ (22. Oktober 1268) Markgraf Otto IV. von Brandenburg-Salzwedel, Graf von Henneberg-Coburg (1291–), (* um 1246; † 23./24. Juli 1298; ▭ im Kloster Lehnin), Sohn von Markgraf Otto III. von Brandenburg-Salzwedel (1217–1267) und Prinzessin Beatrix von Böhmen (–1286)
F7. [II] Kunigunde († 1257); ⚭ (1240) Albrecht I. von Hohenlohe-Hohenlohe, urkundlich 1240 bis 1269, († (1269)/1271), (⚭ 2: Udelhild von Berg-Schelklingen († nach 1271), Tochter des Grafen Ulrich II. von Berg-Schelklingen (–1264/1268) und der (Udelhild) von Urach) (–), Sohn des Grafen Gottfried I. von Hohenlohe (–1254) und der Richenza von Krautheim (1224–1262)
F8. [II] Berthold IV. (I.), Bischof von Würzburg (1267–1274 abgesetzt), Weihbischof in Mainz (1307–1312), urkundlich 1257, († 29. September 1312 in Münnerstadt; ▭ ebenda)
F9. [II] Margareta († nach 26. August 1271); ⚭ ((26. August 1271 in Rodach)) Konrad I. von Wildberg († 6. Dezember (1272)), (⚭ 1: () N.N.), Sohn des Grafen Marquard von Wildberg (–1372) und N.N. (von Hessberg) (–)
F10. [II] Otto, urkundlich 1257, († (1257))
F11. [II] Tochter, ⚭ () Herzog Konrad I. von Teck (* um 1195; † 1244/1249), Sohn von Herzog Adalbert II. von Teck (1165–1219) und N.N. (–)
E3. Otto I. von Henneberg, Stifter der Linie der Grafen von Botenlauben (1206) (erloschen nach 1251), Minnesänger, Kreuzfahrer, stiftet 1231 zusammen mit seiner Frau das Zisterzienserinnenkloster Frauenroth, urkundlich 1197, (* um 1177; † (3./4.) Oktober 1244; ▭ im Kloster Frauenroth); ⚭ (vor 1. Oktober 1208) Beatrix de Courtenay, Dame de Toron, de Castro Novo et de Cabor, (* (1176); † nach 7. Februar 1245; ▭ im Kloster Frauenroth), (⚭ 1: ((21. Oktober 1186)) Wilhelm von Lusignan, Herr von Valence, (* nach 1163; † vor 1208), Sohn von Hugo VIII. von Lusignan (um 1106–1173) und Bourgogne de Rancon (–1169)), Tochter von Joscelin III. de Courtenay, Titulargraf von Edessa, Seneschall des Königreichs Jerusalem (1176–1190), Seigneur de Rohais, (–(1190)) und Agnes von Milly (–)
G1. Heinrich von Henneberg-Botenlauben, Kanoniker im Stift Haug, Würzburg (1235), († 8. April (nach 1235))
G2. Otto II. von Henneberg-Botenlauben, Graf von Hildenburg (1228), verkauft 1230 die Herrschaften Lichtenberg und Hildenburg, 1234 auch seine Herrschaft Botenlauben an das Bistum Würzburg, Ritter des Deutschen Ordens (1231), Geistlicher im Kloster Frauenroth (1247), (* um 1200; † 22. September 1249); ⚭ (um 1228) Adelheid von Hildenburg, Nonne im Kloster St. Markus, Würzburg (1231), urkundlich 1228 bis 1250, († nach 1250), Erbtochter des Grafen Adalbert III. von Hildenburg, Vogt von Rohr, (–1217/1228) und N.N. von Henneberg (–)
H1.  Adalbert IV. von Botenlauben-Hildenburg (1228–1251), Domherr zu Würzburg (1234), Ritter des Deutschen Ordens (1247), 1251 Komtur von Koblenz, (†† (12. Juli) nach 1251)
→Linie erloschen – Seine Besitzungen und Rechte fielen zurück an das Hochstift Würzburg
E4. Heinrich II., Ritter des Deutschen Ordens, († 5. März 1208 in Augsburg)
E5. Konrad, Archidiakon (1189), Domkustos (1195), Domthesaurarius zu Würzburg (1196), († 24. Oktober (nach 1196))
E6. Adelheid († nach 1189); ⚭ (vor 1155) Herzog Heinrich III. von Limburg, Graf von Arlon, (* um 1140; † (vor 21. Juni) 1221), (⚭ 1: () Sophie von Saarbrücken († nach 1215), Tochter des Grafen Simon I. von Saarbrücken (vor 1135–1182) und Gräfin Mathilde von Sponheim (–)), Sohn von Herzog Heinrich II. von Limburg (1110–1167) und der Mathilde von Saffenberg (vor 1136–1145)
E7. Elisabeth (* 1188; † nach 1210); ⚭ () Friedrich II. (III.) von Beichlingen, urkundlich 1210, († (nach 23. September) 1216/1220/1222/nach 1235), Sohn des Grafen Friedrich II. von Beichlingen (–1189) und N.N. von Ballenstedt (–)
E8. Kunigunde († 1237); ⚭ 1: Otto von Plesse († 1208); ⚭ II (1210) Heinrich I. von Rieneck († zw. 21. März 1238 und 8. Mai 1240)
E9. Margarethe; ⚭ () Heinrich zu Stolberg
D2. Irmgard († 15. Juli 1197; ▭ in Schönau); ⚭ () Konrad von Staufen, erster Pfalzgraf bei Rhein (1156), (* um 1135; † 8. November 1195; ▭ in Schönau), Sohn des Herzogs Friedrich II. von Schwaben (1090–1147) und der Agnes von Saarbrücken (–)
D3. Lukardis († 22. November 1220; ▭ im Kloster Trostadt); ⚭ (1154 in Meiningen) Adalbert von Sommerschenburg, Pfalzgraf von Sommerschenburg (1162–1179), Pfalzgraf von Sachsen, Vogt zu Quedlinburg, Marienthal und Huysburg, urkundlich 1142 bis 1178, († 15. Januar/17. März 1179), Sohn des Grafen Friedrich II. von Sommerschenburg, Pfalzgraf von Sachsen, (1100–1162) und der Liutgard von Stade (–1152)
C3. Gebhard, Elekt (1122–1127), Propst vom Stift Haug (–1150), Bischof von Würzburg (1150–1159), († 17. März 1159 in Würzburg)
C4. Günther, Domherr (1131–1134), Propst vom Stift Haug (1137), Domkämmerer zu Würzburg (1144), Bischof von Speyer (1146–1161), († 16. August 1161; ▭ in Maulbronn)
C5. Hildegard († 24. Februar (1143/1144); ▭ im Kloster Lorsch); ⚭ () Heinrich II. von Katzenelnbogen (* vor 1124; † zw. 1160 und 1168), Sohn Heinrichs I. von Katzenelnbogen, (–1102) und der Luccarde (Luitgard) von Heimbach (–nach 1102)
C6. Otto I. († 3. März 1200), Bischof von Speyer (1190–1200)
B2. Poppo II., Stammvater mehrerer Nebenlinien (Popponische Linie), die nicht den Grafentitel führten und bald wieder erloschen (Herren von Frankenstein, Lichtenberg, Wasungen, Irmelshausen, Sternberg), urkundlich 1096 bis 1116, (* vor 1096; † (20./21.) August 1118); ⚭ () Beatrix von Gleichen († 1120), Tochter des Grafen Erwin I. von Gleichen (1040–1116) und der Helinburg von Lohra (1080–1133)
C1. Poppo III. von Henneberg-Irmelshausen, urkundlich 1131 bis 1156, kauft 1156 die Habesburg, (* vor 1131; † (1160)); ⚭ () N.N.
D1. Heinrich I. von Irmelshausen (1156–1160), von Lichtenberg (1161–1165), von Henneberg (1161), († 1167)
D2. Poppo V. von Irmelshausen, von Lichtenberg (1168–1179), urkundlich 1156 bis 1199, (* vor 1156; † 29. Mai 1199); ⚭ () Irmgard (von Rothausen)
E1. Heinrich II. von Sternberg, urkundlich 1199, (* vor 1199; ⚔ 6. Dezember 1228 bei Meiningen); ⚭ () N.N. (von Wildberg) (–)
F1. Albert von Sternberg, urkundlich 1246, († zw. Oktober 1253 und 31. Januar 1255); ⚭ () Mechtild von Trimberg, urkundlich 1277 bis 1297, († nach 1297), Tochter von Albrecht von Trimberg (–1261/1276) und Luitgart von Büdingen (–nach 1257)
G1. Lukardis von Sternberg († nach 1. Februar 1312); ⚭ () Heinrich III. von Frankenstein, urkundlich 1248, († nach 5. Januar 1297), Sohn von Heinrich I. von Frankenstein (1248–1295) und Lukardis von Henneberg-Schleusingen (–1312)
F2. Berthold II. von Sternberg von Sternberg, Domherr (1240), Domscholasticus (1260), Domdekan (1262–1270), Bischof von Würzburg (1274–1287), († 13. November 1287; ▭ im Würzburger Dom)
F3. Hermann von Sternberg, Domherr (1255), Archidiakon (1274), Propst im Kollegiatstift Neumünster (1275–1277), († zw. 1. April 1277 und 2. März 1278)
F4. Heinrich (III.) von Sternberg, Domherr (1267), Archidiakon zu Würzburg (1270), Domherr und Archidiakon (1271), Dompropst zu Bamberg (1276), Propst im Kollegiatstift Neumünster (1279), († nach 25. Mai 1279)
F5. Sophia von Sternberg, Nonne im Kloster Wechterswinkel, urkundlich 1262, († nach 1. Dezember 1262)
D3. Gotebold IV. von Lichtenberg (1168–1176), von Irmelshausen-Habesberg (1169), urkundlich 1156 bis 1186, (* vor 1156; † nach 1187); ⚭ () N.N.
E1. Tochter von Henneberg; ⚭ () Adalbert III. von Hildenburg († 9. Februar 1217/1228)
C2. Ludwig I. von Lengsfeld (1137–1164), von Frankenstein (1152–1164), Graf (1158), urkundlich 1131 bis 1164, (* vor 1131; † nach 1164); ⚭ () N.N. von Zimmern (–)
D1. Tochter von Frankenstein († nach 1160)
D2. Ludwig II. von Frankenstein-Ebenhausen (* vor 1168; † nach 1197); ⚭ () N.N.
E1. Albert I. von Frankenstein (* vor 1192; † nach 26. Oktober 1233); ⚭ () N.N.
F1. Ludwig III. von Frankenstein, Vogt von Kloster Herrenbreitungen (1241), nobilis (1252), (* vor 1219; † nach 11. Januar 1263); ⚭ () N.N.
G1. Heinrich I. von Frankenstein (* vor 1248; † nach 22. Dezember 1295); ⚭ () Lukardis von Henneberg-Schleusingen († nach 1. Februar 1312), Tochter des Grafen Berthold V. (III.) von Henneberg-Schleusingen (1245–1284) und der Sophie von Schwarzburg (–1279)
H1. Tochter von Frankenstein, Nonne zu Creuzburg (1257), († nach 1257)
H2. Heinrich II. von Frankenstein (1320–1325), Herr zu Salzungen (–1311), urkundlich 1272, († zw. 26. April 1326 und 25. März 1327); ⚭ 1: () Elisabeth von Thüringen (* vor 1270; † nach 23. April 1326), Tochter des Markgrafen Albrecht II. von Meissen, Landgraf von Thüringen, Pfalzgraf von Sachsen, (1240–1315) und der Kunigunde von Eisenberg (1245–1286); ⚭ 2: (vor 1295) Elisabeth von Salza († nach 26. April 1326)
I1. [I] Siboto III. von Frankenstein (* vor 1311; † nach 31. März 1335)
I2. [I] Heinrich III. von Frankenstein (* vor 1311; † 23. April 1326); ⚭ () N.N.
J1. Dietzel von Frankenstein, urkundlich 1340, († nach 29. September 1354)
J2. Heinrich von Frankenstein, urkundlich 1345 bis 1347 († nach 1347)
J3. Albrecht von Frankenstein, urkundlich 1345 bis 1351, († nach 1351)
I3. [I] Constantia von Frankenstein, urkundlich 26. Mai 1311 bis 1326, († nach 1326)
I4. [I] Dietrich (Gyzelo) von Frankenstein, (* vor 1328; † nach 29. September 1354)
I5. [I] Heinrich IV. (Ludwig) von Frankenstein, urkundlich 1334, († nach 23. Dezember 1347)
I6. [I] Albrecht von Frankenstein, urkundlich 1330, († nach 23. Dezember 1347)
I7. [I] Elisabeth von Frankenstein, Nonne zu Kitzingen (1345), († nach 25. Mai 1345)
H3. Heinrich III. von Frankenstein, urkundlich 1291 bis 1297, († nach 5. Januar 1297); ⚭ 1: (vor 11. April 1291) Lukardis von Sternberg, Tochter von Albert von Sternberg (–1253/1255) und Mechtild von Trimberg (–nach 1297); ⚭ 2: (vor 5. Januar 1297) Jutta N.N. (–)
H4. Ludwig IV. von Frankenstein (1323–1330), nobilis (1303), urkundlich 1283, (* um 1283; † 21. (September/Oktober) 1334); ⚭ () Adelheid von Diez-Weilnau, urkundlich 1292, († nach 1325), Tochter von Heinrich I. von Diez-Birstein, Graf von Weilnau, (1234–1275/1281) und Luitgart von Trimberg (–1297)
I1. Elisabeth von Frankenstein, urkundlich 1325 bis 1360, († 27. Oktober 1360); ⚭ 1: () Ludwig von Hessberg († vor 20. Oktober 1325); ⚭ 2: (vor 1341) Siegfried III. von Stein zu Ostheim vor der Rhön, urkundlich 1317 bis 1356, († vor 27. Oktober 1360), Sohn von Siegfried II. von Stein (de Lapide), Ritter, (um 1250–vor 1317) und N.N. (–)
I2. Ludwig V. von Frankenstein († nach 9. Oktober 1330)
H5. Euphemia von Frankenstein († nach 11. Februar 1292); ⚭ (vor 11. Februar 1292) Theodor von Leisnig, geistlicher zu Buch (vor 1297)
H6. Kunigunde von Frankenstein († vor 1301); ⚭ (vor 1294) (Heinrich) Gunther von Salza, Vogt von Herrenbreitungen
H7. Elisabeth von Frankenstein, Äbtissin vom Kloster Frauensee (1328), († vor 17. Dezember 1330); ⚭ () Albrecht von Thüringen (* vor 1270; † 1305)
H8. Johanna von Henneberg († nach 1. Juli 1311)
G2. Agnes von Frankenstein, urkundlich 1268, († 14. Mai 1272; ▭ im Franziskanerkloster Nordhausen); ⚭ (vor 24. April 1267) Friedrich zu Stolberg-Vockenstedt, urkundlich 1233, († nach 30. November 1275/um 1282), Sohn des Grafen Heinrich I. zu Stolberg (–1235/1239) und N.N.
E2. Sigeboto II. von Frankenstein-Kraynberg (* vor 1215; † nach 1241)
D3. Sigeboto I. von Frankenstein (* vor 1168; † nach 1209)
D4. Gotebold V. von Frankenstein (* um 1164/1170; † nach 1197)
D5. Poppo von Frankenstein, Domherr und Propst von St. Moritz zu Hildesheim, (* vor 1181; † nach 1201)
C3. Gotebold III. von Wasungen, urkundlich 1137 bis 1164, (* (1107); † nach 1164); ⚭ () N.N.
D1. Poppo von Wasungen, urkundlich 1179 bis 1196, (* vor 1176; † (1198/1199)); ⚭ (vor 11. November 1192) N.N. von Gleichen, Tochter des Grafen Erwin II. von Gleichen (–1192) und N.N.
D2. Otto von Wasungen ((† 3. März 1200))
C4. Dietburg von Henneberg; ⚭ () Albrecht von der Nordmark
B3. Tochter; ⚭ Gozmar I. von Reichenbach (1089), Domvogt von Fulda (1108), (* vor 1090; † (20./21.) August (1118/1119)), Sohn von (Gozmar), Hochvogt von Fulda (1062), (um 1020–nach 1062)
A2. Gotebold I., Burggraf von Würzburg (1091), urkundlich 1057, (* vor 1040; † 18. April (1091/1094))
A3. Bilis, Domherr zu Würzburg (1057), († 13. Dezember 1076)

### Linie Henneberg-Hartenberg
G5. [II] Heinrich IV. (III.) (Vorfahren siehe oben), durch die Hennebergische Hauptteilung 1274, Stifter der Linie der Grafen von Henneberg-Hartenberg (1274–1317) (erloschen 1378), verkauft sein Drittel von Würzburg, (* um 1252; † zw. 9. September und 17. Dezember 1317); ⚭ 1: () Margarethe von Meissen; ⚭ 2: (vor 3. Mai 1287) Kunigunde von Wertheim († nach 9. Oktober 1331), (⚭ 1: () Wolfrad von Eberstein (* vor 1270; † vor 1284), Sohn des Grafen Otto I. von Eberstein (1190/1200–1279) und Beatrix von Crutheim (–)), Tochter des Grafen Poppo IV. von Wertheim (1260–1281/1287) und Mechtild von Eppenstein (–1285)
H1. [II] Heinrich V., Domherr zu Würzburg, Ritter des Deutschen Ordens (1329), († nach 1329)
H2. [II] Poppo X. (IX.) (1317–1348), (* vor 1286; † (30. Juli) 1349); ⚭ 1: () (Elisabeth) von Castell († 1315); ⚭ 2: (vor 6. November 1316) Richza von Hohenlohe-Weikersheim (* vor 1305; † (4. Februar/28. April) 1337; ▭ im Kloster Veßra), (⚭ 1: () Wild-Engelhard von Weinsberg (* vor 1301; † vor 1318), Sohn von Konrad IV. von Weinsberg (–1299/1323/1328) und Luitgard von Neuffen (–1299)), Tochter von Kraft I. von Hohenlohe-Weikersheim (–1313) und Willibirg von Wertheim (–1273/1279)
I1. [II] Hermann V. († 20. April 1337; ▭ im Kloster Veßra)
I2. [II] Berthold XI. (VII.) (1348–1371), verkauft Hartenberg 1371 an Graf Hermann IV. von Henneberg-Aschach, (* vor 1342; †† 26. Mai 1378)
→Linie erloschen – Sein Resterbe fiel an seine Schwester Richza
I3. [II] Heinrich IX. († nach 28. Juli 1337)
I4. [II] Richza, Erbin von Osterburg und 1/2 Themar, († um 1379); ⚭ 1: () Heinrich IV. von Weimar-Orlamünde († 1345/1354/1357), Sohn des Grafen Heinrich III. (IV.) von Orlamünde (1298–1357) und Irmgard von Schwarzburg-Blankenburg ((1308)–1354); ⚭ 2: (16. Juli 1358) Graf Johann (Hans) II. von Schwarzburg-Wachsenburg (* 1327; † zw. 28. Februar 1407 und 21. Mai 1407), (⚭ 2: () Sophie von Schwarzburg-Blankenburg, urkundlich 1394 bis 1395, Tochter des Grafen Günther IX. (XXI.) von Schwarzburg-Blankenburg (1303–1349) und Elisabeth von Hohnstein (–1380)), Sohn von Günther X. von Schwarzburg-Wachsenburg (–1354/1355) und Richza von Schlüsselberg (–vor 1348/1359)
I5. [II] Utha (Oda), urkundlich 1331, († 1. April 1346; ▭ in Arnstadt); ⚭ 1: () Graf Heinrich V. (VI.) von Schwarzburg, urkundlich 1280, († vor 19. September 1293), Sohn von Günther V. (IX.), Graf zu Blankenburg, (–1292/1293) und (Irmgard) N.N., urkundlich 1267, (–); ⚭ 2: () Graf Heinrich VI. (VII.) von Schwarzburg-Blankenburg (* vor 1285; ⚔ 11. November 1324 in der Mark Brandenburg), (⚭ 1: () Gräfin Christina von Gleichen-Tonna, urkundlich 1292, († nach 18. September 1296), Tochter von Graf Albert (Albrecht) I. (III.) von Gleichen-Tonna ((1249)–1290) und Cecilie (Margarete) Esbernsdatter (Udsen) (–)), Sohn von Graf Heinrich IV. (V.) von Schwarzburg (–1287) und N.N. (–nach 1267)
H3. [II] Berthold IX., (Domherr zu Würzburg 1310), urkundlich 1317 bis 1327, († (nach 1327))
H4. [II] Elisabeth (* um 1291; † nach 1307); ⚭ (1303 in Coburg) Graf Walther X. von Barby (* vor 3. Mai 1272; † 1312/1316/19. September 1313), Sohn des Grafen Burchard II. von Barby (1240–1271) und der Sophie von Woldenburg († 1276)
H5. [II] Sophie, urkundlich 1319 bis 1360, (* vor 1319; † (5. Februar)(nach 1360)); ⚭ (vor 10. Februar 1319) Graf Konrad von Truhendingen (* vor 1300; † 19. Mai (vor 1328)), Sohn des Grafen Friedrich VII. von Truhendingen (–1332) und Agnes von Zollern-Nürnberg (1283–1318)
H6. [II] Adelheid († nach 6. Juni 1312)
H7. [II] Kunigunde

### Linie Henneberg-Schleusingen
G6. [II] Berthold V. (IV.) (Vorfahren siehe oben), durch die Hennebergische Hauptteilung 1274, Stifter der Linie Henneberg-Schleusingen (1274–1284) (erloschen 1583), (* um 1245; † 15. Februar 1284 in Montpellier; ▭ im Kloster Veßra); ⚭ (kurz vor 7. März 1268 in Elgersburg Gräfin Sophie von Schwarzburg († 13. Februar 1279), Tochter des Grafen Günther IV. (VII.) von Schwarzburg-Blankenburg (1217/1227–1275/1278) und der Sofija von Halicz († 1287)
H1. Lukardis († nach 1. Februar 1312); ⚭ () Heinrich I. von Frankenstein (* vor 1248; † nach 22. Dezember 1295), Sohn von Ludwig III. von Frankenstein (1219–1263) und N.N. (–)
H2. Berthold VII. (VI.) (1284–1340), in den Fürstenstand erhoben am 25. Juli 1310 durch König Heinrich VII., Herr zu Frankenstein (1278–1301), zu Elgersburg (1288), zu Mainberg (1305), Pfandherr von Schweinfurt (1308), in Schmalkalden und Coburg (1316), Statthalter von König Johann von Böhmen in Böhmen und Mähren (1313), gründet das Stift St. Egidien zu Schmalkalden, (* um 1272 in Schleusingen; † 13./15. April 1340 ebenda; ▭ im Kloster Veßra); ⚭ 1: (1284) Adelheid von Hessen (* um 1268; † 19. Februar 1317/7. Dezember 1315/1317; ▭ im Kloster Veßra), Tochter des Landgrafen Heinrich I. von Hessen (1244–1308) und Adelheid von Braunschweig (–1274); ⚭ 2: () Anna von Hohenlohe-Uffenheim-Entsee (* vor 1312; † nach 1340), Tochter von Albrecht II. von Hohenlohe-Uffenheim-Entsee (1288–1312/1314) und Adelheid von Oettingen (–1333)
I1. [I] Heinrich VIII. (VI.) (1340–1347), „der Jüngere“ (1329), Herr in Schmalkalden und Coburg (1340), in Ilmenau (1343), (* vor 1300; † 10. September 1347 in Schleusingen; ▭ im Kloster Veßra); ⚭ (1. Januar 1317/1. Februar 1319, 15. April 1319 Dispens 4°, Avignon) Judith (Jutta) von Brandenburg-Salzwedel, Erbin von Coburg und Schmalkalden, (* (1298/1300); † 1. Februar 1353; ▭ in Coburg), Tochter des Markgrafen Hermann von Brandenburg-Salzwedel (1280–1308) und Anna von Österreich (1280–1327)
J1. Sohn († nach 8. Januar 1329)
J2. Elisabeth, Erbin von Irmelshausen, (* 1319; † 30. März 1389); ⚭ (1340) Eberhard von Württemberg (* nach 1315; † 15. März 1392 in Stuttgart), Sohn des Grafen Ulrich III. von Württemberg (1291/1298–1344) und Sophie von Pfirt (1295/1300–1344)
J3. Katharina, Erbin von Coburg, Neustadt, Sonneberg, Neuhaus, Rodach, (* vor 1340; † 15. Juli 1397 in Coburg; ▭ im Kloster Altzella); ⚭ (1344 in Eisenach) Friedrich III. „der Strenge“ von Meißen, Landgraf von Thüringen  und Markgraf von Meißen, (* 14. Dezember 1332 in Dresden; † 21. Mai 1381 in Altenburg; ▭ in der Fürstenkapelle von Kloster Altzella), Sohn von Friedrich II. „der Ernsthafte“ von Meißen (1310–1349) und Mechthild von Bayern (1309/1313–1346)
J4. Sophie, Erbin von Hildburghausen und Schmalkalden (–1360), urkundlich 1342, († 5. Mai 1372); ⚭ (Kontrakt 14. April 1348, Coburg; Herbst 1348) Albrecht „der Schöne“ von Zollern, Burggraf von Nürnberg, (* um 1319; † 4. April 1361 in Baiersdorf), Sohn von Friedrich IV. von Zollern, Burggraf von Nürnberg, (1287–1332) und Margareta von Kärnten (–1348)
J5. Jutta (Anna), Nonne im Kloster Sonnefeld (1353), Äbtissin im Kloster Sonnefeld, (* 1344/1345; † (1358) 22./27. Juli 1363)
I2. [I] Berthold XI., Ritter des Johanniterordens (1318), Komtur zu Boxberg (1332), Komtur zu Würzburg (1336), Ordensmeister in Deutschland (1338), Komtur zu Kühndorf (1348), (* um 1303; † nach 24. August 1356)
I3. [I] Ludwig, Domkustos zu Bamberg (1322), Priester zu Eisfeld und Domherr zu Halberstadt (1324), Elekt von Cammin (1326–1334), Domherr zu Bamberg (1339), Dompropst zu Magdeburg (1342–1355), Priester zu Schmalkalden (1342), Propst von St. Simon und Judas zu Goslar (–1344), (* um 1302/(1304); † 4. März 1376)
I4. [I] Johann I. (1347–1359), (* um 1289; † 2. Mai 1359); ⚭ (vor 6. August 1350) Elisabeth von Leuchtenberg, kauft 1360 Schmalkalden, (* um 1330; † 25. Juli 1361), Tochter des Landgrafen Ulrich I. von Leuchtenberg (–1334) und der Anna von Zollern-Nürnberg (–1340)
J1. Elisabeth (* 1351; † 24. April 1397); ⚭ (um 1366) Johann II. von Anhalt-Köthen (* um 1340; † 3. August 1380/11. April 1382), Sohn des Fürsten Albrecht II. von Anhalt-Köthen, Pfalzgraf von Sachsen, Graf von Landsberg, (1306–1362) und Beatrix von Sachsen-Wittenberg (1310–1345)
J2. Anna († 27. Juli 1385); ⚭ () Gottfried III. von Hohenlohe-Uffenheim-Entsee (* vor 1344; † 1387/1390/27. Januar 1392), Sohn von Ludwig von Hohenlohe-Uffenheim-Entsee (1312–1356) und Elisabeth von Nassau (–1359)
J3. Heinrich X. (VII.) (1365–1405), (* 19. Juni 1352; † 9. Februar/31. März, 2./3. August/26. Dezember 1405; ▭ im Kloster Veßra); ⚭ (vor 4. Juli 1376) Mechtild von Baden (* vor 22. Juni 1368; † (3./6.) August (1425) in Schleusingen), Tochter des Markgrafen Rudolf VI. von Baden (–1372) und Mechtild von Sponheim-Starkenburg (1346–1405/1409)
K1. Elisabeth, urkundlich 1385, (* vor 1380; † 14. November 1444); ⚭ (vor 4. Mai 1393) Friedrich I. von Henneberg-Aschach (* 1367; † 24. September 1422; ▭ im Kloster Veßra), Sohn des Grafen Hermann IV. (III.) von Henneberg-Aschach (1315/1346–1403) und Agnes von Schwarzburg-Blankenburg (–1399)
K2. Anna, urkundlich 1409, († 1409/1415); ⚭ ((19. Juni 1385)) Johann II. von Heydeck († (1425/1426)), (⚭ 2: (13. Juni 1415) Anna von Leuchtenberg († (1415/1417)), Tochter des Landgrafen Johann II. von Leuchtenberg (–1390/1394) und Kunigunde von Schaunberg (–1424); ⚭ 3: (vor 27. November 1417) Gräfin Agnes von Waldburg († (3. August 1454/10. Januar 1460)), Tochter von Johann II., Truchsess von Waldburg, (vor 1362–1424) und Freiin Ursula von Abensberg (–1422)), Sohn von Friedrich II. von Heydeck (1350/1355–1423) und Beatrix von Teck (1362–1422)
K3. Wilhelm II. (I.) (1405–1426), Herr zu Osterburg und 1/2 Themar (1416), urkundlich 1385, (* 31. Juli 1384; † 7. Juli 1426 auf Zypern); ⚭ ((vor 30. Mai) 1413) Anna von Braunschweig-Göttingen (* 1387; † 27. Oktober 1426), (⚭ 1: (vor 7. Mai 1402) Markgraf Wilhelm I. von Meissen, Landgraf von Thüringen, (* 19. Dezember 1343 in Dresden; † 10. Februar 1407 in Grimma), Sohn des Markgrafen Friedrich II. von Meissen, Landgraf von Thüringen, (1310–1349) und Mechthild von Bayern (1309/1313–1346)), Tochter des Herzogs Otto I. (II.) von Braunschweig-Göttingen (1340–1394) und Margareta von Jülich (1364–1442)
L1. Wilhelm III. (II.) (1426–1444), (* 14. März 1415 (in Schmalkalden); † 8. Januar 1444 in Schleusingen, Jagdunfall; ▭ im Kloster Veßra); ⚭ ((Kontrakt 12. Januar 1432) vor 28. Februar 1433) Katharina von Hanau (* 21. Januar 1408; † 25. September 1460 auf Schloss Maßfeld bei Meiningen; ▭ in Schleusingen), (⚭ 1: () Thomas III. von Rieneck (* vor 1386; † 8. Februar 1431), Sohn des Grafen Ludwig XI. (VI.) von Rieneck (1354–1400/1408) und Kunigunde von Sponheim-Bolanden (–1389)), Tochter des Grafen Reinhard II. (III.) von Hanau (1370–1451) und Katharina von Nassau-Beilstein (–1459)
M1. Wilhelm IV. (III.) (1444–1480), (* 12. März 1434; † 26. Mai 1480 in Salurn, auf dem Rückweg von einer Wallfahrt nach Rom; ▭ im Kloster Veßra); ⚭ (5. November 1469 in Wolfenbüttel) Margarete von Braunschweig-Wolfenbüttel, führte für die unmündigen Söhne Wolfgang I. und Wilhelm VI. die Regentschaft, (* 1451; † 13. Februar 1509 auf Schloss Mainberg), Tochter des Herzogs Heinrich II. (IV.) von Braunschweig-Wolfenbüttel (1411–1473) und Helena von Cleve (1423–1471)
N1. Wolfgang I., urkundlich 1480 und 24. Juni 1484, (* 1470; † 27./28. Dezember (1484); † vor 22. April 1485)
N2. Helena (* 1. September 1473; † (1475))
N3. Wilhelm V. (* 1474; † 29. September 1474)
N4. Katharina, urkundlich 1482, (* 1475; † 14. Oktober 1484 im Kloster Wöltingerode)
N5. Margarete (* 1476/1477; † (13./20.) Februar 1510; ▭ im Kloster Altenberg); ⚭ (Kontrakt 12. April 1492 in Heidelberg, 4. November 1492 in Hungen) Bernhard III. von Solms-Braunfels, Herr zu Münzenberg, kaiserlicher Rat, (* August 1468; † 3. März 1547; ▭ im Kloster Altenberg), Sohn des Grafen Otto II. von Solms-Braunfels (1426–1504) und der Anna von Nassau-Wiesbaden (–1480)
N6. Wilhelm VI. (IV). (–1559), Herr zu Mainberg (1541), Bestätigung HRR Fürstenstand 9. April 1510/13. April 1511, (* 29. Januar 1478; ~ Februar 1478 in Schleusingen; † 24. Januar 1559; ▭ im Kloster Veßra); ⚭ (Dispens 3° und 4° 3. Juli 1499 in Mainz; Kontrakt 15. Juli 1499 in Neustadt an der Aisch; (7./16.) Februar 1500 in Neustadt an der Aisch) Markgräfin Anastasia von Brandenburg (* 14. März 1478 in Ansbach; † 4. Juli 1534 in Ilmenau; ▭ in der Pfarrkirche Schleusingen), Tochter von Kurfürst Albrecht Achilles von Brandenburg (1414–1486) und Anna von Sachsen (1437–1512)
O1. Wilhelm VII. (* 5. Dezember 1500; † 30. Januar 1503)
O2. Anna (* (25./30.) Januar 1502; † 1502)
O3. Tochter (* 1505; † 20. Mai 1506)
O4. Johann IV., immatrikuliert an der Universität Mainz vor 1518, immatrikuliert an der Universität von Paris (1519–1521), Domherr zu Straßburg (1515–1538), Domherr zu Mainz (1517–1541), Domherr zu Köln (1518), Domherr zu Bamberg (1519–1523), Koadjutor von Fulda (1521–1529), Fürstabt von Fulda (1529–1541), (* 30. April 1503; † (4./5./20.) Mai 1541; ▭ im Fuldaer Dom)
O5. Katharina (* 1505; † vor 21. Januar 1506)
O6. Katharina, Augsburger Bekenntnis, (* 14. Januar (1506/1509); † 7. November 1567 in Rudolstadt; ▭ in der Stadtkirche Rudolstadt); ⚭ (14. November 1524) Heinrich XXIII. von Schwarzburg-Blankenburg-Rudolstadt „der Mittlere“, Herr in Rudolstadt (1527), in Arnstadt (1531), Augsburger Bekenntnis (1527), (* 23. März 1499; † 12. Juli 1538 in Arnstadt; ▭ in der Liebfrauenkirche, Arnstadt), Sohn des Grafen Günther XXII. von Schwarzburg-Blankenburg (1455–1531) und Amalie von Mansfeld (1473–1517)
O7. Wolfgang II. (* (5. Februar/27. Mai) 1507; ⚔ 7. September 1537 bei Cherasco; ▭ im Barfüßerkloster Genua); ⚭ () N.N.
P1. Leonhard († nach 1559)
O8. Margarete (* 12. Juni 1508; † (13./15.) Januar 1546 in Berleburg); ⚭ (29. September 1534) Johann VII. von Sayn und Wittgenstein (* 7. Januar 1488; † 2. April 1551), (⚭ 1: () Agnes von der Ese und von Gramsbergen († 1512), Sohn des Grafen Eberhard von Sayn-Wittgenstein (1469–1494/1499) und der Margarethe von Rodemachern (–1509))
O9. Anna (* 5. Juni 1509)
O10. Christoph, immatrikuliert an der Universität Heidelberg (1523), immatrikuliert an der Universität Padua (1526), immatrikuliert an der Universität Leipzig (1531), Domherr zu Bamberg (1519), Domherr zu Würzburg (1520–1538 und 1541–1543), Domherr zu Worms (1520–1538), Domherr zu Straßburg (1523), Domdekan (1540–1545), Propst von St. Jakob zu Bamberg (1541–1548), (* 6. Juni 1510; † (13./14.) März 1548 in Römhild); ⚭ () N.N.
P1. Sohn, urkundlich 1556, († nach 1556)
P2. Sohn/Tochter († nach 1556)
O11. Georg Ernst (1559–1583), (* 27. Mai 1511 in Schleusingen; †† 27. Dezember 1583 in Henneberg); ⚭ 1: (19. August 1543 in Münden) Elisabeth von Braunschweig-Calenberg (* 8. April 1526 in Nienover; † 19. August 1566 in Schleusingen), Tochter des Herzogs Erich I. von Braunschweig-Calenberg (1470–1540) und der Elisabeth von Brandenburg (1510–1558); ⚭ 2: (31. Mai 1568 in Stuttgart) Herzogin Elisabeth von Württemberg (* 3. März 1548 in Montbéliard (Mömpelgard); † 18. Februar 1592 auf Schloss Karlsburg bei Durlach; ▭ in der Stiftskirche Stuttgart), (⚭ 2: ((30./31.) Oktober 1586 in Stuttgart) Pfalzgraf Georg Gustav bei Rhein zu Veldenz-Lauterecken, Herzog von Bayern, (* 6. Februar 1564 in Remigiusberg; † 3. Juni 1634), Sohn des Pfalzgrafen Georg Johann I. bei Rhein zu Veldenz, Herzog von Bayern, (1543–1592) und Anna Maria von Schweden (1545–1610)), Tochter von Herzog Christoph von Württemberg (1515–1568) und Markgräfin Anna Maria von Brandenburg-Ansbach (1526–1589)
→Grafenhaus erloschen
P1. [I] Sohn  (* 15. Februar 1552; † 9. Mai 1552, vor der Taufe)
O12. Dorothea (* 23. Mai 1512; † 1512)
O13. Poppo XII. (* 20. September 1513; † 4. März 1574 in Burgbreitungen); ⚭ 1: ((30./31.) Mai 1546 in Münden) Elisabeth von Brandenburg (* 24. August 1510 in Berlin; † 25. Mai 1558 in Ilmenau), (⚭ 1: (12. März 1525 in Berlin) Erich I. von Braunschweig-Calenberg (* 16. Februar 1470; † 26. Juli 1540), Sohn des Herzogs Wilhelm II. von Braunschweig-Wolfenbüttel (1426–1503) und Elisabeth zu Stolberg (1438–1521/1522)), Tochter des Kurfürsten Joachim I. von Brandenburg (1484–1535) und der Prinzessin Elisabeth von Dänemark (1485–1555); ⚭ 2: (22. Juni 1562 in Schleusingen) Sophie von Braunschweig-Lüneburg (* 18. Juni 1541; † 17. Januar 1631 in Herrenbreitungen), Tochter des Herzogs Ernst I. von Braunschweig-Lüneburg-Celle (1497–1546) und der Sophie von Mecklenburg-Schwerin (1508–1571)
O14. Kaspar (* 6. November 1515; † 8. April 1517)
O15. Walpurgis (* 31. Oktober 1516; † 16. April 1570 in Kranichfeld); ⚭ 1: () Wolfgang von Hohenlohe-Schillingsfürst-Weikersheim (* vor 1509; † 24. Dezember 1545), Sohn des Grafen Johann von Hohenlohe-Schillingsfürst-Weikersheim (vor 1490–1509) und der Elisabeth von Leuchtenberg (–(1516)); ⚭ 2: (12. Februar 1548) Karl III. von Gleichen-Blankenhain (* 1517; † 25. Dezember 1599), (⚭ 2: (1571) Felicitas von Hohenlohe-Waldenburg (* 1538; † 1. März 1601 in Weikersheim), Tochter des Grafen Georg I. von Hohenlohe-Waldenburg (1488–1551) und der Helena von Waldburg zu Wolfegg und Zeil (1514–1567)), Sohn des Grafen Ludwig II. von Gleichen-Blankenhain (–1522) und der Magdalene Reuß von Plauen (–1521)
O16. Elisabeth (* 19. Dezember 1517; † 2. Dezember 1577); ⚭ Johann IX. von Reifferscheidt und Salm (* 1. Januar 1513; † zw. 18. Februar 1568 und (30./31.) Oktober 1559), Sohn des Grafen Johann VIII. von Salm-Reifferscheidt (1488–1537) und der Anna von Hoya (–1539)
N7. Poppo XI. (* (14./17.) März 1479; † (14./24.) Mai 1483)
N8. Ernst (* 18. August 1480 in Schleusingen; † 18. Juli 1488; ▭ im Kloster Veßra)
M2. Margarete, Benediktinerin im Kloster Stadtilm (1476–1481), (* 1437; † nach 19. Dezember 1482)
M3. Johann II., Herr zu Osterburg (1465–1473), Domherr zu Straßburg (1452), immatrikuliert an der Universität Erfurt (1454), Domherr zu Köln (1454), Kanoniker zu Schmalkalden (–1457), Domherr zu Mainz (1456), Domherr zu Bamberg (1457), Dompropst zu Eichstätt (1458), (Domherr zu Trier (1461)), Domherr zu Mainz und Chorherr zu Würzburg (1462–1472), Feldhauptmann des Abtes (Reinhard von Weilnau) von Fulda (1469), Koadjutor (1470), Fürstabt von Fulda (1472–1513), (* 2. Juli 1439; † 20./26. Mai 1513; ▭ im Fuldaer Dom)
M4. Margareta (* 1437; † nach 13. März 1444)
M5. Berthold XIV. (* 8. Januar 1441; † vor 8. Januar 1444/20. April 1446)
M6. Berthold XV., Domherr zu Straßburg (1452), Domherr zu Bamberg (1454), Domherr zu Würzburg und Köln (1461), Domkantor zu Straßburg (1465), Propst von St. Stephan zu Bamberg und Kanoniker zu Regensburg (1470), Domthesaurarius zu Köln und Domherr zu Augsburg und Eichstätt (1481), Domscholasticus zu Straßburg, Domkantor zu Bamberg (1491), (* 4. März 1443; † 20. April 1495 in Bamberg; ▭ im Straßburger Münster)
M7. Margarete (* 10. Oktober 1444; † zw. 16. Februar 1485 und 3. März 1485); ⚭ (22./29. Oktober 1458 in Arnstadt) Günther XX. von Schwarzburg-Arnstadt, „der Ältere“ (1471), (* 8. Juli 1439; † 30. Dezember 1503 in Rudolstadt; ▭ in der Liebfrauenkirche, Arnstadt), Sohn des Grafen Heinrich XXI. (XXVI.) von Schwarzburg-Blankenburg (1418–1488) und Herzogin Elisabeth von Kleve (1420–1488)
L2. Anna (* 1416; † 1416; ▭ in Schmalkalden)
L3. Mechtild (* 24. März 1418; † 141?)
L4. Margarete, Äbtissin im Kloster Wechterswinkel (1454/1455), (* 26. Februar 1419; † zw. 17. Februar 1455 und 18. März 1456)
L5. Anna (* 26. Januar 1421; † nach 3. März 1455); ⚭ (8. September 1434 in Schweinfurt, vor 7. Oktober 1434) Konrad IX. (VII.) von Weinsberg (* vor 1391; † 18. Januar 1448), (⚭ 1: (26. August/11. November 1396) Anna von Hohenlohe-Weikersheim (* vor 1371; † 1. Juni 1434), Tochter von Kraft III. von Hohenlohe-Weikersheim (1328–1371/1376) und Anna von Leuchtenberg (–1390)), Sohn von Engelhard VIII. von Weinsberg (1359–1417) und Anna von Leiningen (–1413)
L6. Heinrich XI. (VIII.), „der Unruhige“, „der Jüngere“ (1429), immatrikuliert an der Universität Erfurt (1433), immatrikuliert an der Universität zu Köln (1436), verzichtet 1436 respektive 1445, Domherr zu Köln (1436), Domherr zu Würzburg (um 1437), Archidiakon zu Würzburg (1455), Domherr zu Bamberg (1438–1448), Herr zu Kaltennordheim (1445), urkundlich 1426, (* 17. März 1422; † 10. September 1475 in Kaltennordheim; ▭ im Würzburger Dom); ⚭ () N.N.
M1. Margarethe († vor 11. November 1491)
L7. Agnes, Priorin im Kloster Stadtilm (1461), (* 24. September 1424; † nach 1461)
L8. Adelheid, Posthuma, (* 3. Oktober 1426; † 7. Dezember 1426)
L9. Margareta, Muhme des Grafen Wilhelm III., Benediktinerin im Kloster Wechterswinkel (1476), zu Kloster Stadtilm (1480), († vor 22. November 1491)
K4. Mechthild (Metze) († nach 3. August 1425); ⚭ (16. November 1407) Günther XIX. (XXXII.) von Schwarzburg-Wachsenburg, Herr zu Schwarzburg und Königsee (1408–1448), und (–1434) Stadtilm, in Niederkranichfeld (–1412), in Ehrenstein und Rudolstadt (1418 partim), urkundlich 1396, (* um 1380; † vor 6. Februar 1450 auf Schloss Tharandt), (⚭ 2: (18. Februar 1453) Katharina von Schönburg-Glauchau († nach 18. Februar 1453), Tochter von Friedrich XII. von Schönburg-Glauchau (1391–1426) und Burggräfin Sophie von Meissen (–1435)), Sohn des Grafen Günther XVII. (XXIX.) von Schwarzburg-Wachsenburg (–1395/1396) und Jutta von Schwarzburg-Blankenburg (–)
K5. Eucharius (* nach 6. September 1385; † nach 1. Februar 1390)
K6. Margarete, zu Ilmenau (1421), zu Pössneck (1424), (* (1386); † vor 23. Oktober 1427, (2. November) 1437/1438); ⚭ 1: (23. Januar 1399) Günther XIV. (XXVIII.) von Schwarzburg-Blankenburg, zu 1/2 Arnstadt, zu Pössneck und Ranis (1389), zu Saalfeld (1388–1389), Herr zu Rudolstadt und Ehrenstein, HRR-Hofrichter (1414–1418), minorenn (1362–1376), urkundlich 1362, (* um 1362; † 30. April 1418 ertrunken im Bodensee; ▭ in der Augustinerkirche Konstanz), (⚭ 1: (vor 19. Januar 1380) Helena von Schwarzburg, Tochter Günthers XII. von Schwarzburg (–1382) und der Gertrud von Anhalt-Bernburg (–1348)), Sohn des Grafen Heinrich XII. (X.) von Schwarzburg-Arnstadt (1325–1372/1373) und Agnes von Honstein (–1382/1389); ⚭ 2: (vor 20. Dezember 1421, Kontrakt 23. Februar) Ernst VIII. von Gleichen (⚔ 16. Juni 1426 in der Schlacht bei Aussig), Sohn des Grafen Ernst I. (VI./VII.) von Gleichen (–1394/1395) und Agnes von Colditz (–1391)
J4. Berthold XII. (VIII.) von Henneberg-Schleusingen (–verzichtet 1375), minorenn (1359), Herr zu 1/2 Themar (1380), Domherr zu Bamberg, (* 1356; † 11. Februar 1416 im Kloster Hochstädt) (–1416), (* 1356; † 11. Februar 1416)
J5. Johann (II.) (* um 1358; † vor 10. April 1360)
J6. Volkmar
J7. Albert
J8. Hermann VI. († nach 10. März 1373)
I5. [I] Elisabeth (* vor 1318; † 6. Dezember 1377/30. Mai 1391; ▭ im Kloster Birkenfeld); ⚭ () Johann II. von Zollern, Burggraf von Nürnberg, (* vor 1320 (1309?); † 7. Oktober 1357), Sohn Friedrichs IV. von Zollern, Burggraf von Nürnberg, (1287–1332) und der Margareta von Kärnten (–1348)
H3. Berthold VI. (V.), „der Jüngere“ (1287), Ritter des Johanniterordens (1290), Spitler (1315), Johanniterprior von Böhmen, Mähren, Polen und Österreich und Komtur in Schlesien (1313–1324), Komtur zu Würzburg (1315–1316), Komtur zu Boxberg (1317–1321), Komtur zu Schleusingen (1318), Komtur zu Kühndorf (1323), Komtur zu Mainz (1324–1330), Johanniterprior in Alemanien (1327), (* vor 1285; † 21. (Januar/August) 1330; ▭ in der Johanniterkirche, Würzburg)
H4. Heinrich V. (IV.), Herr in Elgersburg (1286), (Domherr zu Würzburg (1287)), Komtur zu Schweinfurt (1296 und 1313), Komtur zu Münnerstadt (1315), Ritter des Deutschen Ordens (1315–1321), Hauskomtur zu Neubrunn (1329), (* vor 1277; † 1339/12. März 1340)
H5. Judith (Jutta) (* (1271); † (2. Mai 1316/12. Mai 1317/25. April (1316/1317))); ⚭ 1: (10. Dezember 1307) Diezmann von Meissen (* 1260; † 10. Dezember 1307 in Leipzig/27. Dezember 1307, ermordet), Sohn des Markgrafen Albrecht II. von Meissen, Landgraf von Thüringen, Pfalzgraf von Sachsen, (1240–1315) und der Margherita di Sicilia (1237–1270); ⚭ 2: (12. Juli 1308) Otto IV. (VI.) von Brandenburg-Stendal „mit dem Pfeil“, (* 1238; † zw. 13. Dezember 1308 und 12. Februar 1309/(XI./XII. 1308); ▭ im Kloster Chorin), (⚭ 1: (1262) Heilwig von Holstein (* um 1250; † nach 3. Januar 1305), Tochter des Grafen Johann I. von Schauenburg (1229–1263) und der Elisabeth von Sachsen (–)), Sohn des Markgrafen Johann I. von Brandenburg-Stendal (1213–1266) und der Sophie von Dänemark (1217–1247)
H6. Elisabeth, Nonnen des Benediktinerordens in Stadtilm, urkundlich 1321 bis 1329, († nach 1329)
H7. Adelheid († nach 5. Juni 1326); ⚭ () Wilhelm von Katzenelnbogen
H8. Sophie, urkundlich 1290 bis 1313, († nach 1313); ⚭ () Friedrich von Hohenlohe-Wernsberg, urkundlich 1279, († 1290)

### Linie Henneberg-Aschach
G7. [II] Hermann II., (Vorfahren siehe oben), durch die Hennebergische Hauptteilung 1274, Stifter der Linie Henneberg-Aschach (1274–1292) (später Henneberg-Römhild, erloschen 1549), (* um 1250; † 9. Februar 1292 in Aschach); ⚭ (vor 25. März 1277) Adelheid von Trimberg († zw. 18. November 1316 und nach 7. Juli 1318), Tochter Konrads von Trimberg (–1281) und Adelheid von Wildberg (–1279)
I1. Hermann III., regiert (1292–1306) zusammen mit seinem Bruder Heinrich VI., (* 1277/1292; † (12. Juli) 1307); ⚭ () Katharina von Schlesien-Glogau
I2. Heinrich VI. (1292–1352), (* vor 1293; † zw. 14. August 1355 und 26. Januar 1356); ⚭ 1: (vor 3. März 1315) Gräfin Sophie von Käfernburg († 4. März 1358), Tochter des Grafen Günther VIII. von Käfernburg (–1318/1324) und der Irmgard von Schwarzburg-Leutenberg (–1340)
J1. [I] Hermann IV. (III.) (1352–1403), verkauft Aschach 1390, kauft Hartenberg 1371, (* 1315/vor 1346; † (27. Januar/28. März) 1403); ⚭ 1: () Adelheid von Zollern († 30. August 1360); ⚭ 2: (1366; 22. Juni 1369 Dispens 4° Montefiascone) Agnes von Schwarzburg-Blankenburg († 13. April 1399; ▭ im Kloster Frauenroth), Tochter des Grafen Günther IX. (XXI.) (1304–1349) und der Elisabeth von Hohnstein (–1380)
K1. Friedrich I. (1403–1422), (* 1367; † 24. September 1422; ▭ im Kloster Veßra); ⚭ (vor 4. Mai 1393) Gräfin Elisabeth von Henneberg-Schleusingen (* vor 1380; † 14. November 1444), Tochter des Grafen Heinrich X. (V.) von Henneberg-Schleusingen (1352–1405) und Mathilde von Baden (1368–1425)
L1. Georg I. (1422–1465), (* 1395/1396; † 25. Juli 1465 auf Burg Hallenburg); ⚭ 1: () Katharina von Wertheim († 23. März 1419), Tochter des Grafen Johann I. von Wertheim (1330–1407) und der Herzogin Guta (Uta) von Teck (1364–1419/1422); ⚭ 2: (13. Mai 1423) Johannetta von Nassau-Saarbrücken (* 1408; † 1. Februar 1481 in Römhild), Tochter des Grafen Philipp I. von Nassau-Weilburg (1368–1429) und der Anna von Hohenlohe-Weikersheim (1381–1410)
M1. [II] Anna (* 1424; † nach 16. November 1467); ⚭ (zw. 1. Dezember 1439 und 23. Juni 1440) Heinrich X. „der Jüngere“ von Gera und Schleiz (* 11. Oktober 1415; † zw. 27. Januar 1451 und 14. Februar 1452 in böhmischer Gefangenschaft zu Prag), Sohn Heinrichs VII. von Gera (1341–1420) und der Lutrud von Honstein-Heringen (1372–1446)
M2. [II] Elisabeth (* 1426; † um 1499)
M3. [II] Margarete (* 1427; † 7. März 1460); ⚭ 1: () Eberhard II. von Wertheim (* 1417/1418; † 1447), Sohn des Grafen Georg I. von Wertheim (1390–1453/1454) und der Anna von Oettingen (–1461); ⚭ 2: (vor 25. November 1450) Günther II. (III.) von Mansfeld († 10. März 1475), Sohn des Grafen Albrecht II. (IV.) von Mansfeld (1376–1416) und der Elisabeth von Anhalt-Zerbst (1385–1413)
M4. [II] Friedrich II. (1465–1488), (* 1429; † 17. November 1488); ⚭ () Elisabeth von Württemberg (* 1454/23. Dezember 1450 in Landshut; † 6. April 1501), Tochter des Grafen Ulrich V. von Württemberg ((1413)–1480) und der Elisabeth von Bayern (1419–1451)
N1. Hermann VIII. (1488–1535), (* 1470; † 5. April 1535; ▭ in der Stiftskirche zu Römhild); ⚭ (23. Oktober 1491 in Aschaffenburg) Elisabeth von Brandenburg (* 8. April 1474 in Ansbach; † 25. April 1507 in Römhild; ▭ in der Stiftskirche zu Römhild), Tochter des Kurfürsten Albrecht Achilles von Brandenburg (1414–1486) und der Anna von Sachsen (1437–1512)
O1. Georg III. (* 1492; † (22./23.) August 1526 in Speyer)
O2. Berthold XVI. (1535–1548), verkauft 1548 Römhild an die Grafen von Mansfeld, dies 1555 an Sachsen, (* 1493/1497; †† 23. März 1549 in Römhild; ▭ in der Stiftskirche zu Römhild); ⚭ (17. August 1529) Gräfin Anna von Mansfeld-Vorderort († 26. Juli 1542; ▭ in der Stiftskirche zu Römhild), Tochter des Grafen Ernst II. von Mansfeld-Vorderort (1479–1531) und Gräfin Dorothea zu Solms-Lich (1493–1578)
→Linie erloschen
O3. Albrecht von Henneberg-Schwarza (1535–1549), (* 1495/1499; †† 5. (Mai/Juni) 1549 in Schwarza), ⚭ (1537) Katharina von Stolberg, Erbin von Schwarza, das dann durch Testament an Stolberg fällt, (* 6. November 1511/24. Oktober 1514 in Stolberg; † 18. Juni 1577 in Schwarza), Tochter des Grafen Bodo VIII. zu Stolberg (1467–1538) und der Anna von Eppenstein-Königstein-Rochefort (1481/1482–1538)
→Linie erloschen
O4. Otto IV. (* 1497; † 12. Juni 1547 in Straßburg)
O5. Friedrich III. († 1501)
O6. Apollonia (* 1500; † 21. April 1548); ⚭ () Gottfried Werner von Zimmern-Wildenstein (* 12. August 1484 in Meßkirch; † (2./12.) April 1554 ebenda), Sohn Johann Werners I. von Zimmern ((1455)–1495) und der Margaretha von Oettingen (1458–1528)
O7. Elisabeth; ⚭ () Gottfried von Hohenlohe
O8. Anna († nach 1517)
O9. Margareta († nach 1517)
M5. [II] Philipp, Bischof von Bamberg (1475–1487), (* 1430; † 26. Januar 1487 in Bamberg)
M6. [II] Georg II. (* 1432; † 13. Januar 1508 (in Mergentheim))
M7. [II] Johann (* 1434; † 143?)
M8. [II] Agnes (* 1435; † nach 1468)
M9. [II] Otto III. (1465–1502), (* 1437; † 9. Juni 1502)
M10. [II] Heinrich XII. (* 8. Juni 1438: † 27. Mai 1520)
M11. [II] Hermann VII. (* 1439; 13. Februar 1464 in Römhild)
M12. [II] Berthold XIII., Erzbischof von Mainz (1484–1504), (* 1442; † 21. Dezember 1504 in Aschaffenburg, an Pocken)
L2. Sophie (* 1395; † nach 14. Dezember 1441); ⚭ (1413) Michael I. von Wertheim (* 1400; † 25. Juli 1440), Sohn des Grafen Johann I. von Wertheim (1330–1407) und der Herzogin Guta (Uta) von Teck (um 1364–nach 1409)
L3. Otto († 10. Januar 1407)
L4. Elisabeth(† nach 29. Juni 1417)
K2. Wilhelm I. (* vor 1391; † nach 7. April 1397/1426 auf Zypern)
K3. Hermann VI. († 11. September 1416)
K4. Elisabeth († 4. November 1408/1413); ⚭ () Thomas III. von Rieneck (* vor 1386; † 8. Februar 1431), (⚭ 2: (17. Juli 1413) Elisabeth von Castell (* um 1400; † 1. Juli 1419), Tochter des Grafen Leonhard I. von Castell (–1426) und der Anna von Hohenlohe-Uffenheim-Entsee (1387–1400); ⚭ 3: (14. Oktober (1418)) Katharina von Hanau (* 21. Januar 1408; † 25. (September/November) 1460 in Massfeld), Tochter des Grafen Reinhard II. (III.) von Hanau (1370–1451) und der Katharina von Nassau-Beilstein (–1459)), Sohn des Grafen Ludwig XI. (VI.) von Rieneck (1354–1400/1408) und Kunigunde von Sponheim-Bolanden (–1389)
J2. [I] Berthold X. († 1. April 1411)
J3. [I] Sophie (* um 1320; † 27. November 1344); ⚭ (21. Juni 1335) Heinrich III. von Ortenburg (* um 1290; † 1360/4. November 1347/9. Mai 1350), (⚭ 1: () Agnes von Niederbayern (* 1310; † 1360), Tochter Ottos I. (III) von Niederbayern, König von Ungarn, (1261–1312/1313) und der Agnes von Schlesien-Glogau (1293/1296–1361); ⚭ 2: (1326/1327) Adelheid von Schaunberg († zw. 4. Juli 1328 und 1334), Tochter des Grafen Heinrich IV. von Schaunberg (–(1327)) und der Agnes (von Neuhaus) (–1318/1319)), Sohn des Grafen Rapoto IV. von Ortenburg (–1289/1295) und der Kunigunde von Bruckberg (–)
J4. [I] Heinrich VIII. († nach 13. Juni 1379)
J5. [I] Adelheid († vor 14. Juni 1369); ⚭ (vor 30. April 1322) Friedrich I. von Heideck († 1357/3. August 1374), (⚭ 1: () Beatrix N.N.), Sohn Gottfrieds III. von Heideck (–1331) und der Kunigunde von Dornberg (–1292)
I3. Berthold VIII. († nach 8. April 1329)
I4. Poppo IX († nach 24. Juni 1362)
I5. Elisabeth († nach 25. Januar 1291); ⚭ () Berthold II. von Graisbach († um 1285 vor 1291), Sohn des Grafen Berthold I. von Graisbach (–) und der Adelheid N.N. (–)
I6. Hermann IV. († 10. Dezember 1329)